# Lag da Laus
Der Lag da Laus (rätoromanisch im Idiom Sursilvan, wörtlich «Traubenkirschsee») ist ein See in der Surselva im schweizerischen Kanton Graubünden. 

## Geographie
Der See liegt auf dem Gemeindegebiet von Sumvitg an der südlichen Flanke des Vorderrheintals über dem Weiler Laus.
Der See wird aus unterirdischen Quellen gespeist und ist im Norden von lockerem Alp-Wald umgeben. Auf der Nordseite liegt der Abfluss, welcher sich nach dem Überfliessen der Schwelle im Untergrund verliert. 
Die Entstehung des Sees geht auf einen Bergsturz zurück, dessen Elemente von Disentis/Mustér aus gut sichtbar sind.

## Erreichbarkeit
Der See ist zu Fuss und mit dem Mountainbike auf verschiedenen Wegen erreichbar. Von Laus führt eine schmale Fahrstrasse zu einem grossen Parkplatz, von dem aus ein Wanderweg in rund 40 Minuten zum See führt. 
Das Fischen im See ist nur den Mitgliedern des Fischereivereins Sumvitg gestattet.

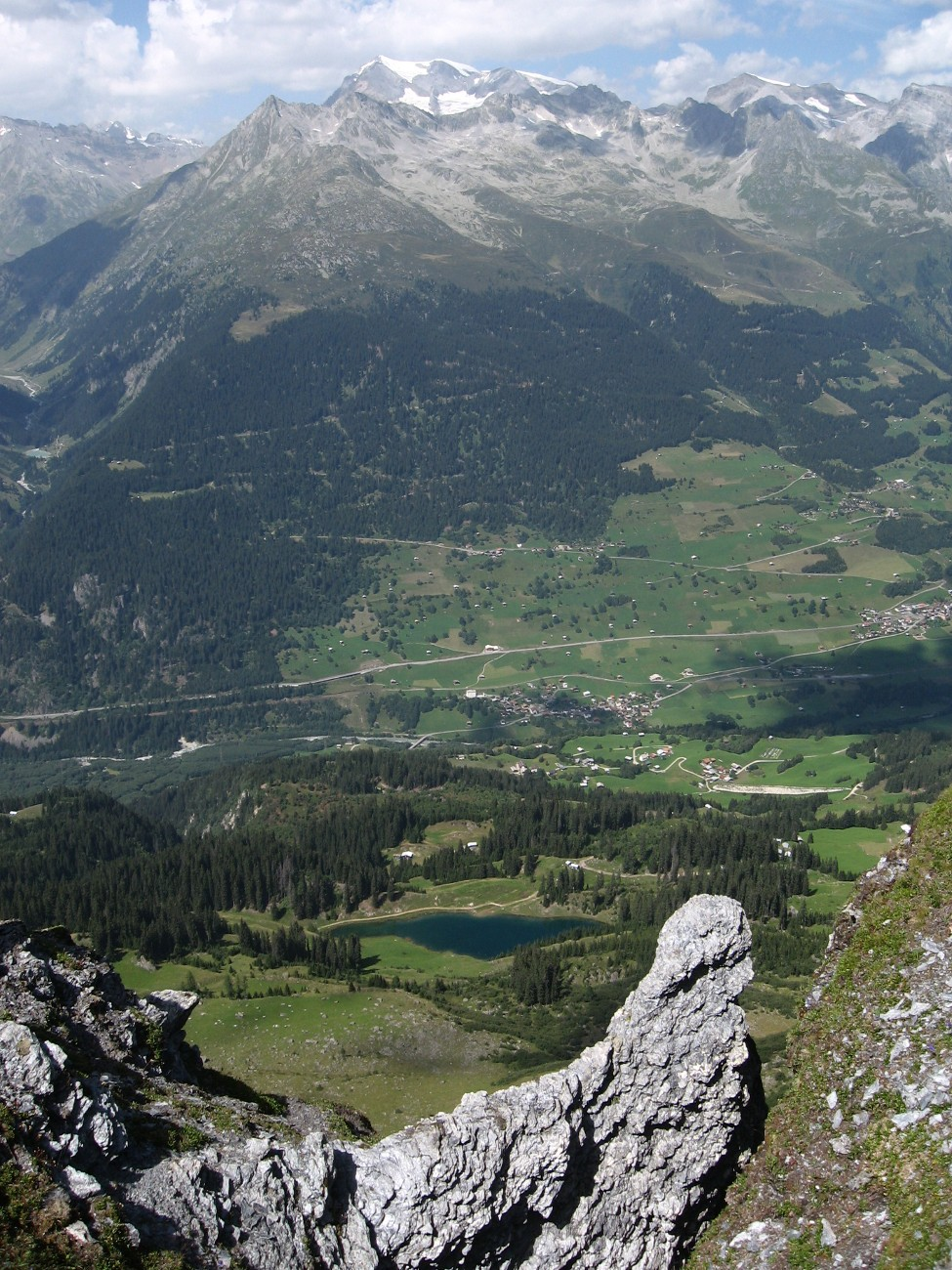
Lage des Sees über dem Vorderrheintal, am Horizont der Piz Russein